# Michael Seirton
Michael Seirton est un chef décorateur britannique.

## Biographie
Michael Seirton quitte l'école à 15 ans, mais trouve rapidement un poste d'apprenti au Derby Playhouse (en) à Derby. En un peu plus d'un an, il en devient responsable des décors. Il entre par la suite au Castle Theatre à Farnham.
Plus tard il entre aux Pinewood Studios et devient décorateur sur le film Agatha.

## Filmographie (sélection)
- 1979 : Agatha de Michael Apted
- 1981 : Reds de Warren Beatty
- 1982 : Gandhi de Richard Attenborough
- 1983 : Gorky Park de Michael Apted
- 1987 : Cry Freedom de Richard Attenborough
- 1989 : Le Retour des Mousquetaires (The Return of the Musketeers) de Richard Lester
- 1990 : Havana de Sydney Pollack
- 1992 : Mon cousin Vinny (My Cousin Vinny) de Jonathan Lynn
- 1993 : Sommersby de Jon Amiel
- 1994 : Les Évadés (The Shawshank Redemption) de Frank Darabont
- 1996 : Diabolique de Jeremiah S. Chechik
- 1999 : La Ligne verte (The Green Mile) de Frank Darabont
- 2000 : La Légende de Bagger Vance (The Legend of Bagger Vance) de Robert Redford

## Distinctions
- Oscar des meilleurs décors

### Récompenses
- en 1983 pour Gandhi

### Nominations
- en 1982 pour Reds